# Epigrammata
Els Epigrames (en llatí, Epigrammata o Epigrammaton libri XIV) és la principal obra del poeta llatí Marc Valeri Marcial (40 – 104). És un recull de quinze llibres: Epigrammaton Liber o Liber Spectaculorum, i els catorze designats Epigrammaton. Els dos darrers es titulen Xenia i Apophoreta i en porta títol cada composició.
Són poemes breus dins del gènere de l'epigrama. Aquests poemes es compongueren entre els anys 85 i 98, tret dels recollits en el Llibre XII, que daten, si fa no fa, del 102, després del seu retorn a la seua ciutat natal, Bilbilis.
L'obra va conéixer moltes imitacions.
Marcial porta a l'apogeu el gènere de l'epigrama, exemplificat en grec per poetes com ara Melèagre de Gàdara (del segle ii abans de la nostra era) i introduït en la literatura llatina per Gai Valeri Catul.
Els quinze llibres dels Epigrames recullen unes 1.200 composicions, breus, a vegades molt breus, de tan sols de dos versos; no solen passar dels 15 a 20 versos; la més llarga (III, 58) abasta 51 versos. El repartiment entre els llibres és equilibrat: cada un comprén entre 82 i 108 unitats.
La mètrica de Marcial és variada i sap jugar amb la varietat de ritmes i harmonitzar-los amb el tema que tracta. Dels vuit metres que usa, tres hi dominen: l'apariat elegíac (el més freqüent, quasi les quatre cinquenes parts del total), l'hendecasíl·lab i variants del trímetre iàmbic.
Cinc llibres (I, II, VIII, IX, XII) contenen prefacis o cartes-prefacis en prosa.
Alguns manuscrits i moltes edicions combinen els dotze llibres d'Epigrames amb altres obres de Marcial que no formen part estrictament del recull. És el Liber spectaculorum, primera obra de l'autor i col·locat al capdavant de la Xenia i l'Apophoreta, a voltes considerats llibre XIII i llibre XIV. No són pas epigrames, però aquestes peces poden acostar-s'hi per la forma breu i per la presència d'agudeses.

## Datació dels llibres
Els primers onze llibres els va escriure a Roma o a Itàlia entre el 85 i el 98 (data del retorn de Marcial a la península Ibèrica), a raó d'un llibre per any. El Llibre XII el va escriure a la península Ibèrica, a Bílbilis, el 101-102, i hi incorpora peces anteriors.

## Manuscrits i edicions

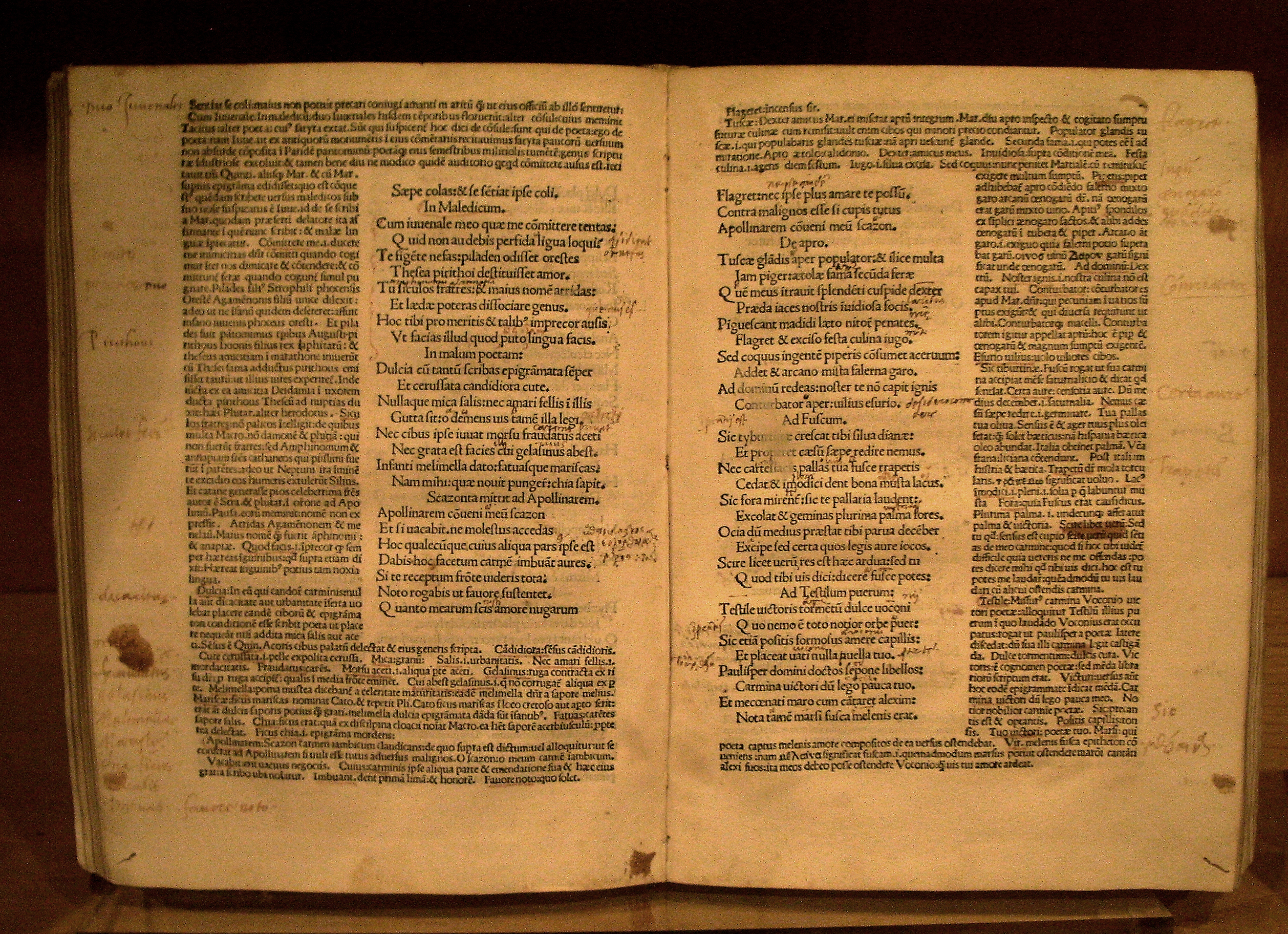
Edició d'Udalricus Scinzenzeler, Milà, 1490

N'hi ha tres famílies de manuscrits: un, l'únic que dona el Liber spectaculorum, conté només una selecció dels epigrames, però sovint proporciona les millors lliçons; la seua particularitat és que substitueix els termes més agosarats per termes menys escabrosos.
L'edició princeps se'n publicà a Roma el 1470. Entre les moltes edicions posteriors, caldria destacar la del filòleg holandés Pieter Schryver (Scriverius), publicada a Leiden els 1618-1619, que inclou notes i comentaris de molts humanistes, la minuciosa edició crítica de Friedrich Wilhem Schneidewin (1842), la de Ludwig Friedländer (1886) i per la qualitat del seu comentari, la W M Lindsay's edition (Oxford, Clarendon Press, 1902).

## Temes tractats
Els temes que trobem en els Epigrames s'uneixen sovint als de la sàtira; el tractament, però, n'és diferent: la brevetat obliga a concentrar l'agudesa i la transcendència moral n'és absent o discreta.
Roma, la ciutat i els seus habitants, són el centre de la seua inspiració. Marcial es recolza en la seua experiència, en les coses viscudes i vistes. Ens descriu la seua pobra llar —una cambra al tercer pis d'un edifici— i el seu barri, popular i sorollós, prou lluny del centre, sobre el Quirinal, Ad Pirum.

### Conceptes literaris. L'autor i els seus llibres
Un nombre significatiu d'epigrames giren a l'entorn de temes literaris, en concret sobre la concepció de l'autor del gènere epigramàtic, o descriuen la relació entre Marcial i els seus llibres o la seua audiència.
Marcial sovint es refereix als seus llibres. Així ho fa, per exemple, al començament del Llibre III, en què, en tres epigrames, repta al seu llibre. Li aconsella cercar un bon protector, si no vol acabar embolicat en paper de regal. També s'adreça al lector, li diu on pot comprar-li el llibre i a quin preu, li presenta el contingut i l'aparença exterior.

## Transcendència
Marcial va tenir successors en la literatura llatina antiga, sobretot Dècim Magne Ausoni (Epigrammata de diuersis rebus) i Claudi Claudià; les peces curtes d'aquest darrer, però, en dístics elegíaques, són més virtuosisme descriptiu que la inspiració càustica de Marcial, que continua sent llegit i és citat en la Història Augusta, per Sidoni Apol·linar i alguns gramàtics. En l'edat mitjana encara el llegien, com ho testifiquen  molts manuscrits que ens han transmés la seua obra i el Florilegium Gallicum (mitjan segle xii), que n'ofereix una selecció d'epigrames.
Els Epigrames de Marcial tingueren una influència important a Europa entre els segles XV i XVIII, i els imitaren sovint, al principi en llatí, després en les llengües pròpies autòctones. Clement Marot va introduir l'epigrama en la literatura francesa i va imitar obres del poeta llatí. Les adaptacions se'n multiplicaren en els segles XVII i XVIII, com ara les del duc de Montausier.
A partir del segle xix, Marcial no fou tan valorat: primer, la seua obscenitat pertorba; i la forma poètica de l'epigrama ja no s'aprecia tant, tret d'alguns pocs poetes com Jean Richepin.
El 1920, els Epigrames de Marcial foren parodiats per Georges Fourest en els seus Dotze epigrames d'agradables imitacions de M V Marcial, cavaller romà, per un humanista jocós. Les paròdies de Fourest es reeditaren al 2017, seguides de les Noves Ten Epigrams no menys animades que les anteriors. Per acabar, els Epigrames de Marcial estan resumits en "llenguatge boloss" pel Boloss des Belles Lettres en el llibre publicat el 2016 per l'editorial "Budé".